# Ideaal (ringtheorie)
Een ideaal is in de abstracte algebra, specifiek in de ringtheorie, een deelgebied van de wiskunde, een deelverzameling van een ring, die gesloten is ten aanzien van lineaire combinaties met coëfficiënten uit de ring. Dat houdt in dat een ideaal ten aanzien van de optelling een ondergroep is en dat de vermenigvuldiging, zowel links als rechts, van een element uit het ideaal met een element van de ring een resultaat geeft dat binnen het ideaal ligt. De term 'ideaal' verwijst naar het begrip ideaal getal, waarvan idealen een generalisatie vormen in verband met deelbaarheidseigenschappen. De specifieke studie van idealen in commutatieve ringen met eenheidselement heette aanvankelijk ideaaltheorie, maar tegenwoordig is commutatieve algebra gebruikelijker.

## Definitie
Een deelverzameling {\displaystyle I} van een ring {\displaystyle (R,+,\,\cdot \,)} heet een tweezijdig ideaal, als {\displaystyle (I,+)} een ondergroep vormt voor de optelling die stabiel is onder linkse en rechtse vermenigvuldiging met een willekeurig element uit de ring. Dat betekent:
- {\displaystyle (I,+)} is een ondergroep van {\displaystyle (R,+)}
- voor alle {\displaystyle i\in I} en {\displaystyle r\in R} zijn {\displaystyle r\cdot i\in I} en {\displaystyle i\cdot r\in I}

De eis dat {\displaystyle (I,+)} een ondergroep is van {\displaystyle (R,+)}, kan ook geformuleerd worden als
- {\displaystyle 0\in I}
- voor alle {\displaystyle i,j\in I} is {\displaystyle i-j\in I}

Bij een commutatieve ring speelt het onderscheid tussen linkse en rechtse vermenigvuldiging geen rol. In andere gevallen wordt nog onderscheid gemaakt in 'linksidealen' en 'rechtsidealen', dat wil zeggen ondergroepen die stabiel zijn onder linkse resp. rechtse vermenigvuldiging met een willekeurig element uit de ring.

### Geschiedenis
Het was Richard Dedekind, die in 1876 in de derde editie van zijn boek Vorlesungen über Zahlentheorie het begrip ideaal introduceerde. Idealen dienden als generalisatie van het door Ernst Kummer ontwikkelde begrip ideaal getal. Later werd het begrip uitgebreid door David Hilbert en Emmy Noether.

### Voorbeelden en eigenschappen
- Beschouw de commutatieve ring van de gehele getallen met de gewone optelling en vermenigvuldiging. Voor ieder natuurlijke getal {\displaystyle n} is de verzameling van de gehele {\displaystyle n}-vouden een ideaal, want een {\displaystyle n}-voud maal een willekeurig getal is nog steeds een {\displaystyle n}-voud. Deze verzamelingen zijn meteen alle idealen van deze ring.

- In de ring {\displaystyle \mathbb {R} [X]} van de reële veeltermen vormen de veeltermen die nul zijn in een gegeven verzameling {\displaystyle N\subset \mathbb {R} }, een ideaal {\displaystyle I}. Het is eenvoudig in te zien dat {\displaystyle I} een ondergroep is, want als voor alle {\displaystyle x\in N}

{\displaystyle f(x)=0} en {\displaystyle g(x)=0}, dan is ook {\displaystyle (f-g)(x)=f(x)-g(x)=0}.
Verder is de vermenigvuldiging commutatief en is  {\displaystyle r(x)f(x)=0} voor {\displaystyle x\in N} voor alle {\displaystyle r\in R}, dus is het product {\displaystyle rf\in I}.
- De kern van een homomorfisme van ringen is steeds een ideaal.
- In de ring {\displaystyle F} die bestaat uit functies {\displaystyle V\to R} van een verzameling {\displaystyle V} in een ring {\displaystyle R}, met de gewone puntsgewijze optelling en vermenigvuldiging, vormen de elementen die een deelverzameling {\displaystyle D\subset V} volledig afbeelden binnen een ideaal {\displaystyle I} van {\displaystyle R}, een ideaal in {\displaystyle F}. Voor alle {\displaystyle f,g\in F} geldt dat als {\displaystyle f(D)\subset I}, dan ook voor de functiecompositie {\displaystyle (f\cdot g)(D)\subset I}.
- Een lichaam of veld heeft geen andere idealen dan zichzelf en {0}.
- Algemeen geldt dat in een ring met eenheidselement een ideaal dat verschillend is van de ring zelf, geen omkeerbaar element kan bevatten.

## Factorring
De basis voor het begrip ideaal ligt in de constructie van de factorring. Men zou voor een gegeven ring {\displaystyle R} en deelring {\displaystyle D} de factorring op dezelfde manier als de factorgroep uit de groepentheorie willen definiëren. Daartoe beschouwt men eerst en vooral de quotiëntverzameling van {\displaystyle R} bestaande uit de equivalentieklassen van de equivalentierelatie
{\displaystyle a\sim b} als {\displaystyle a-b\in D}
De elementen van deze quotiëntverzameling zijn de nevenklassen van {\displaystyle D} in {\displaystyle R}:
{\displaystyle \{a+D\mid a\in R\}}
De bewerking optellen {\displaystyle +} gaat rechtstreeks over op nevenklassen, omdat de som van ringelementen uit {\displaystyle a+D} en {\displaystyle b+D} automatisch tot {\displaystyle (a+b)+D} behoort. De nevenklassen vormen de factorgroep {\displaystyle (R/D,+)}. Dat is voor de bewerking vermenigvuldigen {\displaystyle \cdot } niet altijd het geval, omdat het product van ring-elementen uit {\displaystyle a+D} en {\displaystyle b+D} niet noodzakelijk tot {\displaystyle (a\cdot b)+D} behoort. Dit is echter wel gegarandeerd als {\displaystyle D} niet zomaar een deelring van {\displaystyle R} is, maar ook een ideaal van {\displaystyle R}. De nevenklassen {\displaystyle R/D} vormen dan een deelring {\displaystyle (R/D,+,\cdot )}, die factorring genoemd wordt.

### Voorbeelden
De idealen van {\displaystyle \mathbb {Z} } zijn van de vorm {\displaystyle n\mathbb {Z} }, alle gehele veelvouden van {\displaystyle n}, voor een willekeurig natuurlijk getal {\displaystyle n}. Voor {\displaystyle n>1} levert dit de eindige factorring {\displaystyle \mathbb {Z} /n\mathbb {Z} } van de restklassen modulo {\displaystyle n} op.
De kern van een homomorfisme tussen de ringen {\displaystyle R} en {\displaystyle S} is een ideaal in {\displaystyle R}. Volgens de isomorfiestelling is de factorring isomorf met het beeld van het homomorfisme:
{\displaystyle R/\mathrm {Ker} (f)\simeq \mathrm {Im} (f)}

### Tegenvoorbeeld
De gehele getallen {\displaystyle \mathbb {Z} } vormen een deelring van de ring van de rationale getallen {\displaystyle \mathbb {Q} }. De verzameling nevenklassen {\displaystyle \mathbb {Q} /\mathbb {Z} } vormt weliswaar een abelse groep voor de factorbewerking {\displaystyle +}, maar de vermenigvuldiging gaat niet zonder meer over op nevenklassen. Zo behoren bijvoorbeeld {\displaystyle 2\cdot {\tfrac {1}{2}}} en {\displaystyle 3\cdot {\tfrac {1}{2}}} niet tot dezelfde nevenklasse van {\displaystyle \mathbb {Z} }, hoewel 2 en 3 dat wel doen. {\displaystyle \mathbb {Z} } is dan ook geen ideaal van {\displaystyle \mathbb {Q} }.

## Hoofdideaal
Hoofdidealen zijn idealen die worden voortgebracht door één element. Als {\displaystyle R} een commutatieve ring is, dan is een hoofdideaal van {\displaystyle R} een ideaal van de vorm:
{\displaystyle aR=\{a\cdot x|x\in R\}}
De verzameling {\displaystyle aR} heet dan het hoofdideaal voortgebracht door het element {\displaystyle a}. Soms wordt dit genoteerd als {\displaystyle (a)} in plaats van {\displaystyle aR}.

## Bewerkingen op idealen
De doorsnede van twee idealen van een ring, of zelfs van een willekeurig aantal idealen, is opnieuw een ideaal.
Het ideaal voortgebracht door een deelverzameling {\displaystyle S} van een ring {\displaystyle R} is de doorsnede van alle idealen van {\displaystyle R} die {\displaystyle S} omvatten. Dit ideaal wordt meestal genoteerd als {\displaystyle (S)} en is het kleinste ideaal in {\displaystyle R} dat {\displaystyle S} omvat. Als {\displaystyle S} een eindige of aftelbare verzameling is, noteert men het ideaal ook wel door opsomming van de elementen: {\displaystyle (x)} of {\displaystyle (x_{1},x_{2},\ldots )}. Men kan {\displaystyle S} ook expliciet beschrijven als de verzameling van alle eindige sommen van producten van elementen van {\displaystyle S} met willekeurige elementen van {\displaystyle R}. Bij niet-commutatieve ringen zijn linksideaal en rechtsideaal verschillend.
De som van twee idealen {\displaystyle I} en {\displaystyle J}, genoteerd {\displaystyle I+J}, bestaat uit alle ringelementen van de vorm {\displaystyle i+j} waarvan {\displaystyle i\in I} en {\displaystyle j\in J}. Deze som is ook een ideaal.
Zelfs in een commutatieve ring vormen de producten van elementen uit {\displaystyle I} en {\displaystyle J} niet noodzakelijk een ideaal, maar het ideaal dat ze voortbrengen heet het productideaal en wordt gewoonlijk als {\displaystyle IJ} genoteerd.

## Radicaal
Het nulradicaal van een commutatieve ring {\displaystyle R} is de verzameling van nilpotente elementen van {\displaystyle R}. Het is een ideaal van {\displaystyle R}.
Het radicaal van een ideaal {\displaystyle I} in een ring {\displaystyle R} bestaat uit alle elementen van {\displaystyle R} waarvan een macht in {\displaystyle I} ligt. Een radicaal ideaal is een ideaal dat gelijk is aan zijn eigen radicaal.

### Voorbeelden van radicale idealen
In de gehele getallen vormt de verzameling van de {\displaystyle n}-vouden een radicaal ideaal dan en slechts dan als {\displaystyle n} kwadraatvrij is. Zo is bijvoorbeeld {\displaystyle 18\mathbb {Z} } geen radicaal ideaal, omdat zijn radicaal het getal 6 bevat.
Het singleton {0} is een radicaal ideaal als en slechts als {\displaystyle R} geen nilpotente elementen heeft behalve 0 zelf.

### Kenmerkende eigenschap
Een ideaal {\displaystyle I} van de ring {\displaystyle R} is radicaal dan en slechts dan als de factorring {\displaystyle R/I} geen niet-triviale nilpotente elementen heeft.

## Priemideaal
Een ideaal {\displaystyle I} heet priemideaal als het niet de ring zelf is, en als voor elke twee elementen {\displaystyle x} en {\displaystyle y} in de ring, het product {\displaystyle x\cdot y} alleen dan in {\displaystyle I} ligt als {\displaystyle x} of {\displaystyle y} zelf in {\displaystyle I} ligt.
Een priemideaal is altijd radicaal.

### Voorbeelden
In de gehele getallen vormt de verzameling {\displaystyle n}-vouden een priemideaal dan en slechts dan als {\displaystyle n} een priemgetal is, vandaar de naam.
Als het singleton {0} een priemideaal is, dan is de ring {\displaystyle R} een integriteitsgebied.
De reële {\displaystyle n\times n}-matrices met determinant 0 vormen een priemideaal.
De reële veeltermen met gegeven nulpuntenverzameling {\displaystyle N} vormen een priemideaal dan en slechts dan als {\displaystyle N} een singleton is.

### Kenmerkende eigenschap
Een ideaal {\displaystyle I} van {\displaystyle R} is priem dan en slechts dan als de factorring {\displaystyle R/I} een domein is.

## Maximaal ideaal
Een ideaal {\displaystyle I} heet maximaal als het niet de ring zelf is, en als de ring zelf het enige ideaal is, waarvan {\displaystyle I} een strikte deelverzameling is.
In een commutatieve ring met eenheidselement is een maximaal ideaal altijd een priemideaal.

### Voorbeelden
In de gehele getallen zijn alle priemidealen maximaal. Dit is een eigenschap van alle hoofdideaalringen en het behoort tot de definiërende voorwaarden van Dedekind-ringen.
Het singleton {0} is een maximaal ideaal dan en slechts dan als de ring een lichaam is.

### Elementaire eigenschappen
Een ideaal {\displaystyle I} van {\displaystyle R} is maximaal dan en slechts dan als de factorring {\displaystyle R/I} een lichaam is.
Elke ring heeft een maximaal ideaal. Een ring met maar één maximaal ideaal heet lokale ring.
Elk niet-triviaal ideaal is deel van een maximaal ideaal.

### Jacobson-radicaal
Het Jacobson-radicaal van een commutatieve ring {\displaystyle R} is de doorsnede van alle maximale idealen van {\displaystyle R.}